# John Wilson (capitaine)
Pour les articles homonymes, voir John Wilson et Wilson.
John Wilson, nom anglicisé de Frederick Walgren, né le 8 juillet 1851 à Genarp en Suède et décédé d'un cancer de l'estomac à l'âge de 48 ans le 5 août 1899 à Yokohama au Japon, est un marin anglo-suédois qui fut conseiller étranger au Japon pendant l'ère Meiji. Il participe activement au développement des relations entre le Japon et le Royaume-Uni pendant la fin du XIXe siècle.

## Biographie
Né à Genarp en Suède en 1851, Wilson entre plus tard au service du Royaume-Uni et anglicise son nom. Embauché par le gouvernement japonais comme conseiller étranger, il s'installe à Nagasaki, près du domicile de Thomas Blake Glover, un marchand expatrié. 
Au service du Japon durant la guerre sino-japonaise (1894-1895), il commande le navire de transport Sei-Kyo Maru et participe à la bataille du fleuve Yalou le 17 septembre 1894, transportant notamment le vice-amiral Kabayama Sukenori, le chef de l'état-major de la marine impériale japonaise. Le Sei-Kyo Maru est alors touché par quatre obus de 12 pouces, perd la protection de la flotte principale pendant l'engagement et est attaqué par des torpilleurs. L'embarcation se tire néanmoins d'affaire et se retire de la bataille grâce à l'expérience navale de Wilson. Cette fuite est alors devenue célèbre dans la tradition de la marine japonaise.
Pour ceci et d'autres exploits maritimes, comme l'audacieux sauvetage d'un navire dans une mer déchaînée, Wilson est décoré par l'empereur Meiji de l'ordre du Soleil levant (6e classe) au palais impérial d'Edo le 25 décembre 1895.
Côté vie privée, Wilson épouse le 11 janvier 1883 une Japonaise appelée Naka Yamazaki et qui change son nom en Sophia Wilson (née le 5 juillet 1860) et adopte son fils, Nils Wilson. Ils eurent sept enfants : August, Frederick, Maria, Christina, Hilda, Hannah et John. Sophia Wilson était une amie de Thomas Blake Glover et grâce aux relations de celui-ci avec l'ambassade japonaise en Italie, l'histoire de Sophia et de Thomas fut introduite dans l'opéra de Giacomo Puccini Madame Butterfly.
John Wilson participa à la création de plusieurs firmes japonaises comme la Nippon Yusen, société de transport maritime, et sa mémoire est honorée au musée maritime de l'entreprise à Yokohama. Ses descendants restèrent au Japon pendant plusieurs générations, résidant à Kobé, Yokohama et Tokyo. Plusieurs d'entre eux qui conservèrent la nationalité suédoise retournèrent en Suède après la Seconde Guerre mondiale où ils s'installèrent à Göteborg. 
Wilson meurt le 5 août 1899 à l'âge de 48 ans d'un cancer de l'estomac à Yokohama. Il est enterré avec sa femme au cimetière étranger de Yokohama où sa petite-fille Vivienne Joy Wilson Vaughn sera aussi enterrée. Sa pierre tombale est marquée du compas et de l'équerre, signes traditionnels des francs-maçons.

## Descendants
Les descendants de John Wilson furent partagés entre la culture européenne et la culture japonaise. Plusieurs furent japonisés comme son fils adoptif Nils qui adopta le nom d'Uzuki, August, celui d'Aneshama et Frederick, celui d'Asakoshi. Tandis que d'autres furent au contraire européanisés comme Maria qui épousa un certain van Lérberg, correspondant à Tokyo pour Le Monde, ou sa fille Christina qui épousa l'attaché militaire de l'ambassade de Russie Wsevolov Schalfeiyeff. Son fils John Wilson Jr. devint enseignant de commerce à Tokyo.
L'arrière-petite-fille de John Wilson, Marianne Wilson a fait l'objet d'un affaire très controversée sur le droit de la famille, Suède contre Yamaguchi, qui s'est tenue à la haute cour de Tokyo en 1956. 

## Source
- (en) Cet article est partiellement ou en totalité issu de l’article de Wikipédia en anglais intitulé « John Wilson (Captain) » (voir la liste des auteurs).